# الحقوق المدنية للأمريكيين الأصليين
الأمريكيون الأصليون هم مواطنون في دولهم العشائرية وكذلك في الولايات المتحدة، وتُعتبر تلك الدول القبلية بموجب قانون الولايات المتحدة «دولًا محلية تابعة»، ما يخلق نوعاً من التوتر بين الحقوق التي يتم الاحتفاظ عليها من خلال السيادة القبلية والحقوق التي حصل عليها الأفراد بصفتهم مواطنين أمريكيين. كان هذا الوضع الذي يخلق التوتر اليوم أكثر تطرفاً قبل أن يُمنح المواطنون الأصليون الجنسية الأمريكية بشكل موحد في عام 1924. حرمت القوانين والسياسات المتنوعة لحكومة الولايات المتحدة والتي يتبع بعضها إلى فترة ما قبل الثورة السكان الأصليين من حقوق الإنسان الأساسية خاصة في مجالات التعبير الثقافي والسفر.
رغم أنه من الصعب الإحاطة بهذا العدد الكبير من القبائل والشعوب الأصلية على الأرض التي تملكها الولايات المتحدة الآن، إلا أن هناك بعض الحقوق التي ما زال جميع الأميركيين الأصليين يتابعونها بنشاط. وتشمل هذه حماية حق التصويت ومقاومة الاستيعاب الثقافي للأمريكيين الأصليين. تواجه العديد من القبائل التي تعيش على الأراضي الخاصة بالهنود حالياً تدميراً للبيئات المحيطة ومصادر المياه وتعاني من ضعف الاقتصاد والعنف ضد المرأة وأزمات إدمان المخدرات والكحول.

## قبل الاتصال مع الأوروبيين
قبل الاستعمار كان الملايين من السكان الأصليين يعيشون فيما يُعرف الآن بأمريكا الشمالية وأمريكا الجنوبية. تتنوع ثقافات هذه الشعوب الأصلية وأصولها ودياناتها ولغاتها إلى حد كبير. إن موروث القبائل التي نجت من الإبادة الجماعية للأمريكيين الأصليين قد نجى في الغالب من خلال تقاليد رواية القصص شفهياً.
في مرحلة ما قبل الاستعمار تراوحت الممارسات الدينية بين السكان الأصليين من الصلوات الفردية والطقوس والعروض إلى الاحتفالات الكبيرة المشتركة بين القبائل. قبل الاتصال مع الأوروبيين غالباً ما كان الدين مرتبطاً بالأرض والبيئة. وتقوده المخاوف التي تتضمن القوة الشاملة غير المرئية في كل مكان و«أزمات الحياة الثلاث المتعلقة بالولادة والبلوغ والموت»، والكائنات الروحية والوحي والشفاعة البشرية في عالم الروح والاحتفالات التي تجدد المجتمعات.

## 1585- 1786: الاجتماعات الأولية
في عام 1585 تعاملت قبيلة على الساحل الشرقي لأمريكا الشمالية مع أول شخص إنجليزي يسافر إلى القارة وهو ريتشارد غرينفيل. كان السكان الأصليون مضيافين ومتقبلين لغرينفيل. ولكن حين سرق أحد السكان الأصليين كأساً فضياً صغيراً منه نهب غرينفيل القرية وأحرقها بالكامل انتقاماً.
في عام 1607 وبعد عقود من هذا الاتصال الأولي، أسس الإنكليز أول مستوطنة إنجليزية دائمة في أمريكا الشمالية وهي جيمستاون في منتصف كونفدرالية بوهاتان فيما يعرف الآن بفرجينيا. لم يهاجم القائد بوهاتان الإنكليز أثناء استيطانهم، على الرغم من أن الإنكليز هاجموا قبيلة بوهاتان حين التقوا بها.

في شتاء 1609 و1610 لم يكن لدى سكان جيمستاون سوى القليل من الطعام أو المأوى الفعّال وقد عايشوا أيام مجاعة. اندمج شعب بوهاتان بالإنكليز الذين غادروا جيمستاون للعيش معهم واهتموا بهم، حيث كانوا أكثر استعداداً لفصل الشتاء القاسي. في فصل الصيف عندما طلب حاكم جيمستاون إعادة الهاربين، قدم بوهاتان تعليقات غامضة اعتبرها الإنكليز غير مهذبة، حيث أنه لم يكن ينوي إعادتهم. رداً على ذلك فقد أرهب الإنكليز قرية محلية وقتلوا 15 من البوهاتان وحرقوا المنازل وقطعوا إمدادات الذرة وخطفوا وقتلوا الملكة وأطفالها. لم يسبق لشعب بوهاتان رؤية هذا الحجم من الكراهية قبل إنشاء جيمستاون، كما قال القائد في رسالة إلى النقيب جون سميث:
"لقد رأيت جيلين من الناس يموتون...أعرف الفرق بين السلام والحرب أفضل من أي رجل في بلدي... لماذا تأخذ بالقوة ما يمكن أن تمتلكه بهدوء عن طريق الحب؟ لماذا تدمرنا نحن الذين نمدك بالغذاء؟ ماذا يمكن أن تجني عن طريق الحرب؟ يمكننا إخفاء مؤننا والهرب إلى الغابة، حينها سوف تتضورون جوعاً بسبب تعاملكم السيئ مع أصدقائكم. لماذا نثير غلّك وحرصك؟ نحن غير مسلحين ونرغب في إعطائك ما تطلب إن طلبته بطريقة ودية، من الأفضل لنا تناول لحم جيد والنوم بشكل مريح والعيش بهدوء مع زوجاتنا وأطفالنا والضحك والمرح مع الإنكليز وتجارة النحاس والفؤوس معهم بدلاً من الهرب منهم والعيش في الغابة الباردة وتناول الجوز والجذور والقمامة كهذه، وأن أكون مطارداً بحيث لا أقوى على النوم أو الأكل... أبعد بنادقك وسيوفك التي تثير يقظتنا الشديدة، أو سوف تموتون جميعاً بنفس الطريقة.

### التنصير والدمج
يعتقد الكثير من المستعمرين الأوروبيين أن من واجبهم المقدس أن يجعلوا الأمريكيين الأصليين يعتنقون المسيحية. مارس الإسبان عملية التنصير في العالم الجديد مستخدمين النشرة البابوية للبابا ألكسندر السادس التي سميت إنتر كايتيرا. والتي سمحت للحكام بـ «إخضاع بلادهم وجزرهم غير المسيحية التي اكتشفها كولومبوس، إلى جانب سكانها ومواطنيها، ودعوتهم إلى العقيدة الكاثوليكية».
أسس المبشرون «بلدات الصلاة» لإنشاء «مجتمعات مسيحية منظمة مليئة بالمتنصرين الذين كانوا يعيشون ويعملون تحت العين الساهرة للقس أو الكاهن». يوضع المتنصرون ضمن هذه التجمعات في منطقة منفصلة عن بقية القبيلة من أجل منع العودة إلى معتقداتهم الأصلية. المبشرون مثل جون إليوت البروتستانتي وإسحاق ماكوي المعمداني هم من قادوا الطريق في نشر معتقداتهم داخل هذا النوع من المدن وبين السكان الأصليين. أدت هذه البلدات إلى فصل السكان الأصليين في المستقبل عن باقي المجتمع في أراضي الأمريكيين الأصليين.

## 1900- 1945

### انتقاد الاستعمار
تنشط الشعوب الأصلية في تثقيف المواطنين غير الأصليين حول ثقافات وتاريخ وتجارب قبائلهم منذ بداية الاستعمار. تحدث القائد بلنتي كوبس من دولة كرو في مونتانا وألفريد كيانا من مستوطنة ميسكوي في ولاية أيوا إلى المؤرخين وعلماء الأنثروبولوجيا والصحفيين من خلال مترجمين لانتقاد فكرة «التقدم الأمريكي» والتعبير عن اعتزازهم وإيمانهم بهوياتهم وثقافاتهم.
نشر تشارلز إيستمان -وهو ينتمي إلى قبائل مدويكانتون واهابتون سيوكس وكان طبيباً- كتبًا ومقالات باللغة الإنكليزية للشعب الأمريكي لإظهار أنه ليس من الوحشية أن يحتفل السكان الأصليون بما يطلق عليه مرثاة الحمام «بالطريقة القديمة». في عام 1902 أخبرت جيرترود بونين مجلة الأطلسي الشهرية أن تقاليد قبيلتها يانكتون داكوتا سيوكس ليست مساوية للأميركيين الأوروبيين فحسب بل ومتفوقة عليها.

### المشاركة في السياسة الأمريكية
في عام 1903 طلب ثيودور روزفلت إلى تشارلز إيستمان وهو ينحدر من سانتي داكوتان وممثل للسكان الأصليين مساعدة سكان سيوكس في اختيار أسماء إنكليزية من أجل حماية أراضيهم من الاستيلاء عليها. فغالباً ما كانت تُفقد الأراضي المسجلة بميلاد وأسماء السكان الأصليين بسبب اللبس الذي كان يحدث مع موظفي حكومة الولايات المتحدة عند ملء الأوراق.
لدى حكومة الولايات المتحدة تاريخ قوي في عقد صفقات مع الأمريكيين الأصليين وعدم الحفاظ عليها. سجل توماس بيشوب وهو من سنوهوميش ذكريات شيوخه عن الوعود الأمريكية وقارنوها بالنصوص الفعلية في المعاهدات. وقد نشر مقالة تستند إلى هذه التناقضات في عام 1915 بعنوان «نداء إلى الحكومة من أجل الوفاء بالوعود المقدسة التي قطعتها منذ 61 عاماً». بعد ذلك نظم هو وغيره من مواطني قبائل شمال غرب المحيط الهادئ جميع أراضي وكالة تولاليب والعديد من التجمعات خارج هذه الأراضي في اتحاد شمال غرب الهنود الأميركيين بهدف الإيفاء بالوعود التي قطعت في المعاهدات.

## ما بعدالحرب العالمية الثانية: 1946- 1959
ساعد العديد من الأمريكيين الأصليين الولايات المتحدة في الحرب العالمية الثانية. وحين عاد المحاربون القدامى من الخدمة وجدوا أن الحكومة الأمريكية والشعب الأمريكي لن يعترفا بمساهماتهم في المجهود الحربي. شجع هذا المواطنين على البدء في التحرك نحو النشاط الذي كان أكثر تركيزاً على السيادة القبلية وتقرير المصير.
بدأت جماعات الدعوة مثل المؤتمر الوطني للهنود الأميركيين (NCAI) الذي تأسس عام 1944 في تمثيل المصالح القبلية أمام العامة والكونغرس. حيث كان الأعضاء المؤسسون لـ NCAI من مجموعة واسعة من المهنيين بما في ذلك المحاربون القدامى وعلماء الأنثروبولوجيا والمحامون والمسؤولون الرسميون الفيدراليون والمنتخبون ولاعب البيسبول المحترف جورج إيستمان، وقد عمل نصفهم سابقاً في منظمة الحقوق الهندية التي تعتمدها المجالس القبلية. وفد كان أربعة منهم على الأقل أعضاء في جمعية الهنود الأمريكيين.

## عصر الحقوق المدنية: 1960- 1968
في عام 1961، شُكل المجلس القومي للشباب الهندي سعياً وراء «أمريكا أكثر هندية». كان أعضاء المنظمة من الشباب وقد ظهروا من خلال برنامج صيفي جمع الطلاب من جميع أنحاء الولايات المتحدة إلى بولدر كولورادو وقدموا إلى مجلس شباب جنوب غرب الهند الإقليمي حتى يتمكنوا من معرفة الحالة الأصلية للقضايا. رفض أعضاء المنظمات مثل كلايد واريور وميلفين ثوم وفاين ديلوريا جونيور وهانك آدمز الاعتقاد بأن السكان الأصليين لم يتمكنوا من مساعدة أنفسهم أو أنهم بحاجة إلى تبني المجتمع الأمريكي كمجتمعهم الخاص. كان يُنظر إليهم على أنهم منزعجون من المعايير في مجتمع السكان الأصليين، لأنهم كانوا أصغر سناً من الزعماء الآخرين المعترف بهم في حركات الحقوق المدنية الأصلية. وأكدوا على الاحتجاج المباشر وسعوا إلى اعتراف فدرالي بالعديد من الشعوب الأصلية التي لم يكن معترفاُ بها آنذاك. كما نظموا المؤتمر الأول حيث شارك أفراد المجتمع من السكان الأصليين غير المعترف بهم وزعماء القبائل والقادة الولايات المتحدة في منصة عامة.

### قانون الحقوق المدنية الهندي (1968)
مع إقرار قانون الحقوق المدنية الهندية (ICRA) في عام 1968 والذي يُطلق عليه أيضاً اسم «قانون الحقوق الهندي»، ضمن الأميركيون الأصليون العديد من الحقوق المدنية التي كانوا يناضلون من أجلها. ويقر هذا القانون ما يلي:
- الحق في حرية التعبير والصحافة والتجمع.
- الحماية من التفتيش والمصادرة غير المنطقيين.
- حق المدعى عليه جنائياً في محاكمة سريعة، وإعلامه بالتهم الموجهة إليه، ومواجهة أي شهود معارضين.
- الحق في تعيين محام في قضية جنائية.
- الحماية ضد تجريم الذات.
- الحماية من العقوبة القاسية وغير العادية، والإفراج بكفالة باهظة، والسجن لأكثر من عام و/ أو غرامة تزيد عن 5000 دولار عن أي جريمة واحدة.
- الحماية من المحاكمة عن نفس الجريمة مرتين أو القوانين ذات الأثر الرجعي.
- الحق في المحاكمة أمام هيئة محلفين على جرائم يعاقب عليها بالسجن.
- حماية متساوية بموجب القانون والإجراءات القانونية الواجبة.

لا تزال الحقوق المدنية الأخرى مثل السيادة والصيد وصيد الأسماك والتصويت هي القضايا التي تواجه السكان الأصليين اليوم.